# 幸福街道 (怀集县)
闸岗镇，是中华人民共和国广东省肇庆市怀集县下辖的一个乡镇级行政单位。

## 行政区划
闸岗镇下辖以下地区：
陈连村、共和村、大迳村、龙山村、龙福村、善福村、前途村和郊际村。